# Emil Svensson (höjdhoppare)
Emil Svensson, född 2 maj 1989, är en svensk friidrottare (höjdhoppare) som tidigare (-2010) tävlade för IFK Växjö men numera representerar Örgryte IS. Han vann år 2011 SM-guld utomhus i höjdhopp och har också vunnit tre SM-guld inomhus.
Vid junior-EM i Hengelo i Nederländerna år 2007 kom Emil Svensson på 13:e plats på 2,05.
2011 deltog han vid U23-EM i Ostrava, Tjeckien men slogs ut i kvalet efter att ha tagit 2,08.

## Personliga rekord
| Utomhus - Höjdhopp – 2,19 (Karlstad 16 juli 2014) - Längdhopp – 6,94 (Växjö 9 juni 2007) - Tresteg – 14,49 (medvind 2,5 m/s) (Vellinge 26 augusti 2011) - Kulstötning – 12,59 (Göteborg 20 augusti 2013) | Inomhus - Höjdhopp – 2,20 (Malmö 27 februari 2016) |